# Moto G9
En 2019, Motorola Mobility desarrolla 2 líneas de dispositivos Moto G, en lo cual sería el Moto G9, siendo la novena generación de la familia Moto G que es una familia de Teléfonos inteligentes con Android 10, aunque algunos tuvieron actualizaciones a Android 12 y Android 13. Fue lanzado el 31 de agosto de 2020 para el resto del mundo, aunque hubo una nueva versión de dispositivos Moto G  en lo cual fue para Estados Unidos. Los primeros teléfonos serían el Moto G Power y Moto G Stylus, en lo cual fueron lanzados en febrero del 2019. También de esa línea saldrían los primeros con tecnología 5G que sería Moto G Plus 5G lanzado en julio y Moto G 5G lanzado en diciembre, por lo que a partir de ese año Motorola lanzaría 2 versiones de la familia Moto G cada año.

## Comparación

### Moto G9
|                           | G9 Play                                             | G9 Power                                            | G9 Plus                                             |
| ------------------------- | --------------------------------------------------- | --------------------------------------------------- | --------------------------------------------------- |
| Modelo                    | XT2083-3                                            | XT2091-3                                            | XT2087-1                                            |
| Lanzamiento               | Agosto de 2020                                      | Diciembre de 2020                                   | Septiembre de 2020                                  |
| Disponibilidad            | Europa, Latinoamérica, México, India, Japón         | Europa, Latinoamérica, México, India                | Europa, Latinoamérica, México                       |
| Sistema operativo         | Android 10                                          | Android 10                                          | Android 10                                          |
| Tamaño de la pantalla     | 6.5 inches                                          | 6.8 inches                                          | 6.8 inches                                          |
| Resolución de la pantalla | HD+ 720 x 1600 pixeles (20:9 at 270 ppi)            | HD+ 720 x 1640 pixeles (20.5:9 at 263 ppi)          | FHD+ 1080 x 2400 pixeles (20:9 at 386 ppi)          |
| Relación pantalla- cuerpo | 81.6%                                               | 83.1%                                               | 84.3%                                               |
| Tecnología de la pantalla | IPS LCD capacitive touchscreen                      | IPS LCD capacitive touchscreen                      | LTPS IPS LCD capacitive touchscreen                 |
| Recorte de pantalla       | Small notch                                         | Pinhole                                             | Pinhole                                             |
| Procesador                | Qualcomm Snapdragon 662 (11nm)                      | Qualcomm Snapdragon 662 (11nm)                      | Qualcomm Snapdragon 730G (8nm)                      |
| CPU                       | 4x2.0 GHz Kryo 260 Gold & 4x1.8 GHz Kryo 260 Silver | 4x2.0 GHz Kryo 260 Gold & 4x1.8 GHz Kryo 260 Silver | 2x2.2 GHz Kryo 470 Gold & 6x1.8 GHz Kryo 470 Silver |
| GPU                       | Adreno 610                                          | Adreno 610                                          | Adreno 618                                          |
| RAM                       | 4 GB                                                | 4 GB                                                | 4/6 GB                                              |
| Almacenamientp            | 64 GB                                               | 128 GB                                              | 128 GB                                              |
| Almacenamiento interno    | MicroSDXC hasta 512 GB                              | MicroSDXC hasta 512 GB                              | MicroSDXC hasta 512 GB                              |
| Wi-Fi                     | Wi-Fi 802.11 a/b/g/n/ac, doble banda                | Wi-Fi 802.11 a/b/g/n/ac, doble banda                | Wi-Fi 802.11 a/b/g/n/ac, doble banda                |
| Bluetooth                 | 5.0, A2DP, LE                                       | 5.0, A2DP, LE                                       | 5.0, A2DP, LE                                       |
| NFC                       | depende de la región                                | depende de la región                                | depende de la región                                |
| GPS                       | Si                                                  | Si                                                  | Si                                                  |
|                           | Parte trasera                                       | Parte trasera                                       | Lateral                                             |
| Rear Camera Stills        | 48 MP, 2 MP, 2 MP                                   | 64 MP, 2 MP, 2 MP                                   | 64 MP, 8 MP, 2 MP, 2 MP                             |
| Video                     | 1080p@30/60fps                                      | 1080p@30/60fps                                      | 4K@30fps or 1080p@30/60/120fps                      |
| Flash                     | LED                                                 | LED                                                 | LED                                                 |
| Cámara frontal            | 8 MP                                                | 16 MP                                               | 16 MP                                               |
| Audio                     | Altavoz mono, conector de audio 3.5 mm              | Altavoz mono, conector de audio 3.5 mm              | Altavoz mono, conector de audio 3.5 mm              |
| Battery                   | 5,000 mAn, no removible, Li-Po                      | 6,000 mAh, no removible, Li-Po                      | 5,000 mAh, no removible, Li-Po                      |
| Carga                     | USB-C, 15 W TurboPower                              | USB-C, 15 W TurboPower                              | USB-C, 30 W TurboPower                              |
| USB                       | USB 2.0                                             | USB 2.0                                             | USB 2.0                                             |
| Dimensiones               | 165.2 x 75.7 x 9.2 mm                               | 172.1 x 76.8 x 9.7 mm                               | 170 x 78.1 x 9.7 mm                                 |
| Peso                      | 200 g                                               | 221 g                                               | 223 g                                               |
| Colours (alias)           | Forest Green, Sapphire Blue, Spring Pink            | Electric Violet, Metallic Sage                      | Rose Gold, Indigo Blue                              |

### Nueva línea Moto G
|                                     | Moto G Power                                                                      | Moto G Stylus                                                                          | Moto G Fast                                                         | Moto G Pro                                                                             | Moto G Plus 5G                                                                | Moto G 5G (Moto One 5G Ace)                                        |
| ----------------------------------- | --------------------------------------------------------------------------------- | -------------------------------------------------------------------------------------- | ------------------------------------------------------------------- | -------------------------------------------------------------------------------------- | ----------------------------------------------------------------------------- | ------------------------------------------------------------------ |
| Modelo                              | XT2041-4                                                                          | XT2043 XT2043-4                                                                        | XT2045-3                                                            | XT2043-7                                                                               | XT2075 XT2075-2 XT2075-3                                                      | XT2113-2                                                           |
| Lanzamiento                         | 7 de febrero de 2020                                                              | 7 de febrero de 2020                                                                   | 5 de junio de 2020                                                  | 6 de mayo de 2020                                                                      | 8 de julio de 2020                                                            | 7 de diciembre de 2020                                             |
| Sistema operativo y actualizaciones | Android 10                                                                        | Android 10 Android 11                                                                  | Android 10                                                          | Android One Edition (Android 10 Android 11 Android 12)                                 | Android 10                                                                    | Android 10                                                         |
| Tamaño de la pantalla               | 6.4 pulgadas                                                                      | 6.4 pulgadas                                                                           | 6.4 pulgadas                                                        | 6.4 pulgadas                                                                           | 6.7 pulgadas                                                                  | 6.7 pulgadas                                                       |
| Resolución de la pantalla           | 1080 x 2300 pixeles                                                               | 1080 x 2300 pixeles                                                                    | 720 x 1560 pixeles                                                  | 1080 x 2300 pixeles                                                                    | 1080 x 2520 pixeles                                                           | 1080 x 2500 pixeles                                                |
| Relación pantalla-cuello            | 83%                                                                               | 83.7%                                                                                  | 82%                                                                 | 83.7%                                                                                  | 84.2%                                                                         | 85.7%                                                              |
| Tecnología de la pantalla           | IPS LCD                                                                           | IPS LCD                                                                                | IPS LCD                                                             | IPS LCD                                                                                | IPS LCD                                                                       | IPS LCD                                                            |
| Tasa de refresco                    | 60Hz                                                                              | 60Hz                                                                                   | 60hz                                                                | 60Hz                                                                                   | 90Hz                                                                          |                                                                    |
| Recorte de la pantalla              | Pinhole                                                                           | Pinhole                                                                                | Pinhole                                                             | Pinhole                                                                                |                                                                               |                                                                    |
| Procesador                          | Qualcomm SDM665 Snapdragon 665 (11nm)                                             | Qualcomm SDM665 Snapdragon 665 (11nm)                                                  | Qualcomm SM6125 Snapdragon 665 (11nm)                               | Qualcomm SDM665 Snapdragon 665 (11nm)                                                  | Qualcomm SM7250 Snapdragon 765 5G (7 nm)                                      | Qualcomm SM7225 Snapdragon 750G 5G (8 nm)                          |
| CPU                                 | 4x2.0 GHz Kryo 260 Gold y 4x1.8 GHz Kryo 260 Silver                               | 4x2.0 GHz Kryo 260 Gold y 4x1.8 GHz Kryo 260 Silver                                    | 4x2.0 GHz Kryo 260 Gold y 4x1.8 GHz Kryo 260 Silver                 | 4x2.0 GHz Kryo 260 Gold y 4x1.8 GHz Kryo 260 Silver                                    | 1x2,3 GHz Kryo 475 Prime, 1x2,2 GHz Kryo 475 Gold y 6x1,8 GHz Kryo 475 Silver | 2x2,2 GHz Kryo 570 y 6x1,8 GHz Kryo 570                            |
| GPU                                 | Adreno 610                                                                        | Adreno 610                                                                             | Adreno 610                                                          | Adreno 610                                                                             | Adreno 620                                                                    | Adreno 619                                                         |
| Almacenamiento interno              | 64 GB                                                                             | 128 GB                                                                                 | 32 GB                                                               | 128 GB                                                                                 | 64 GB / 128 GB                                                                | 64 GB / 128 GB                                                     |
| Almacenamiento externo              | MicroSDXC hasta 512 GB                                                            | MicroSDXC hasta 512 GB                                                                 | MicroSDXC hasta 512 GB                                              | MicroSDXC hasta 512 GB                                                                 | MicroSDXC hasta 512 GB                                                        | MicroSDXC hasta 1 TB                                               |
| RAM                                 | 4 GB                                                                              | 4 GB                                                                                   | 3 GB                                                                | 4 GB                                                                                   | 4 GB / 6 GB / 8 GB                                                            | 2 GB / 4 GB / 6 GB                                                 |
| Wi-Fi                               | Wi-Fi 802.11 a/b/g/n/ac doble banda, Wi-Fi Direct                                 | Wi-Fi 802.11 a/b/g/n/ac doble banda, Wi-Fi Direct                                      | Wi-Fi 802.11 a/b/g/n/ac doble banda, Wi-Fi Direct                   | Wi-Fi 802.11 a/b/g/n/ac doble banda, Wi-Fi Direct                                      | Wi-Fi 802.11 a/b/g/n/ac doble banda, Wi-Fi Direct                             | Wi-Fi 802.11 a/b/g/n/ac doble banda, Wi-Fi Direct                  |
| Bluetooth                           | 5.0, A2DP, LE                                                                     | 5.0, A2DP, LE                                                                          | 5.0, A2DP, LE                                                       | 5.0, A2DP, LE                                                                          | 5.1, A2DP, LE                                                                 | 5.1, A2DP, LE                                                      |
| GPS                                 | Si                                                                                | Sí                                                                                     | Sí                                                                  | Sí                                                                                     | Sí                                                                            | Sí                                                                 |
| NFC                                 | No                                                                                | No                                                                                     | No                                                                  | Sí                                                                                     | Sí                                                                            | Sí                                                                 |
| Escáner de huellas digitales        | Parte trasera                                                                     | Parte trasera                                                                          | Parte trasera                                                       | Parte trasera                                                                          | Lateral                                                                       | Parte trasera                                                      |
| Cámaras traseras                    | Imagen: 16 MP, 8 MP, 2 MP Video: 4K@30fps, 1080p@30/60fps, 1080p@30fps (gyro-EIS) | Imagen: 48 MP, 16 MP, 2 MP Video: 4K@30fps, 1080p@30/60/120fps, 1080p@30fps (gyro-EIS) | Imagen: 16 MP, 8 MP, 2 MP Video: 4K@30fps, 1080p@30/60fps, gyro-EIS | Imagen: 48 MP, 16 MP, 2 MP Video: 4K@30fps, 1080p@30/60/120fps, 1080p@30fps (gyro-EIS) | Imagen: 48 MP, 8 MP, 5 MP, 2 MP Video: 4K@30fps, 1080p@30/60fps gyro-EIS      | Imagen: 48 MP, 8 MP, 2 MP Video: 4K@30fps, 1080p@30/60fps gyro-EIS |
| Flash trasero                       | Flash LED HDR Panorama                                                            | Flash LED HDR Panorama                                                                 | Flash LED HDR Panorama                                              | Flash LED HDR Panorama                                                                 | Dual LED HDR Panorama                                                         |                                                                    |
| Cámara frontal                      | Imagen: 16 MP HDR Video: 1080p@30/120fps                                          | Imagen: 16 MP HDR Video: 1080p@30fps                                                   | Imagen: 8 MP HDR Video: 1080p@30fps gyro-EIS                        | Imagen: 16 MP HDR Video: 1080p@30fps                                                   | Imagen: 16 MP / 8 MP Video: 1080p@30fps                                       | Imagen: 16 MP HDR Video: 1080p@30fps gyro-EIS                      |
| Audio                               | Altavoz Stereo, conector de audio 3.5mm                                           | Altavoz Stereo, conector de audio 3.5mm                                                | Altavoz, conector de audio 3.5mm                                    | Altavoz Stéreo, conector de audio 3.5mm                                                | Altavoz, conector de audio 3.5 mm                                             | Altavoz, conector de audio 3.5 mm                                  |
| Batería                             | 5,000 mAh no removible Li-Po                                                      | 4,000 mAh no removible Li-Po                                                           | 4,000 mAh no removible Li-Po                                        | 4,000 mAh no removible Li-Po                                                           | 5,000 mAh no removible Li-Po                                                  | 5,000 mAh no removible Li-Po                                       |
| Carga                               | USB-C, 10W                                                                        | USB-C, 10W                                                                             | USB-C, 10W                                                          | USB-C, 15W TurboPower                                                                  | USB-C, 20W                                                                    | USB-C, 20W                                                         |
| USB                                 | USB 2.0                                                                           | USB 2.0                                                                                | USB 2.0                                                             | USB 2.0                                                                                | USB 2.0                                                                       | USB 2.0                                                            |
| Peso                                | 199g                                                                              | 192g                                                                                   | 189g                                                                | 192g                                                                                   | 207g                                                                          | 212g                                                               |
| Dimensiones                         | 159.9 x 75.8 x 9.6 mm                                                             | 158.6 x 75.8 x 9.2 mm                                                                  | 161.9 x 75.7 x 9.1 mm                                               | 158.6 x 75.8 x 9.2 mm                                                                  | 168,3 x 74 x 9,7 mm                                                           | 166,1 x 76,1 x 9,9 mm                                              |
| Colores                             | Negro humo                                                                        | Índigo mistico                                                                         | Blanco perla                                                        | Índigo mistico                                                                         | •Azul surfista •Lila mistico                                                  | •Gris volcánico •Plata esmeralda                                   |
| Disponibilidad                      | Estados Unidos                                                                    | Estados Unidos                                                                         | Estados Unidos                                                      | Europa                                                                                 | Estados Unidos                                                                | Estados Unidos                                                     |